# Jack Mogale
Jack Mogale (nascido em 1968/9), apelidado de "Assassino em série de West-End" pela polícia, é um assassino em série sul-africano que matou 16 pessoas em 2008 e 2009. A 17 de fevereiro de 2011, Mogale foi considerado culpado de 52 das 61 queixas relacionadas com 16 assassinatos, 19 violações e 8 raptos.
Mogale cometeu os seus crimes perto da sua residência em Westonaria e Lenasia, sul de Johannesburg. Duas mulheres que sobreviveram ao serem atacadas por ele testemunharam no julgamento que ele dizia ser um pregador da Igreja Cristã de Zion e um profeta.